# Rico (Ajax)
Rico é um framework de código aberto em JavaScript, utilizado para criação de aplicações Web baseadas no paradigma Ajax. Ele fornece uma interface para o desenvolvedor registrar os elementos que manipularão os requests (requisições) e responses (respostas) do protocolo HTTP. Ele também possui funcionalidades para implementação de arrastar e soltar, efeitos visuais e comportamentos extras para elementos HTML.
O framework Rico é licenciado através da licença Apache.